# جهندديز
جهندديز هي قرية في مقاطعة ميانة، إيران. عدد سكان هذه القرية هو 141 في سنة 2006.